# Czernina Górna (Góra)

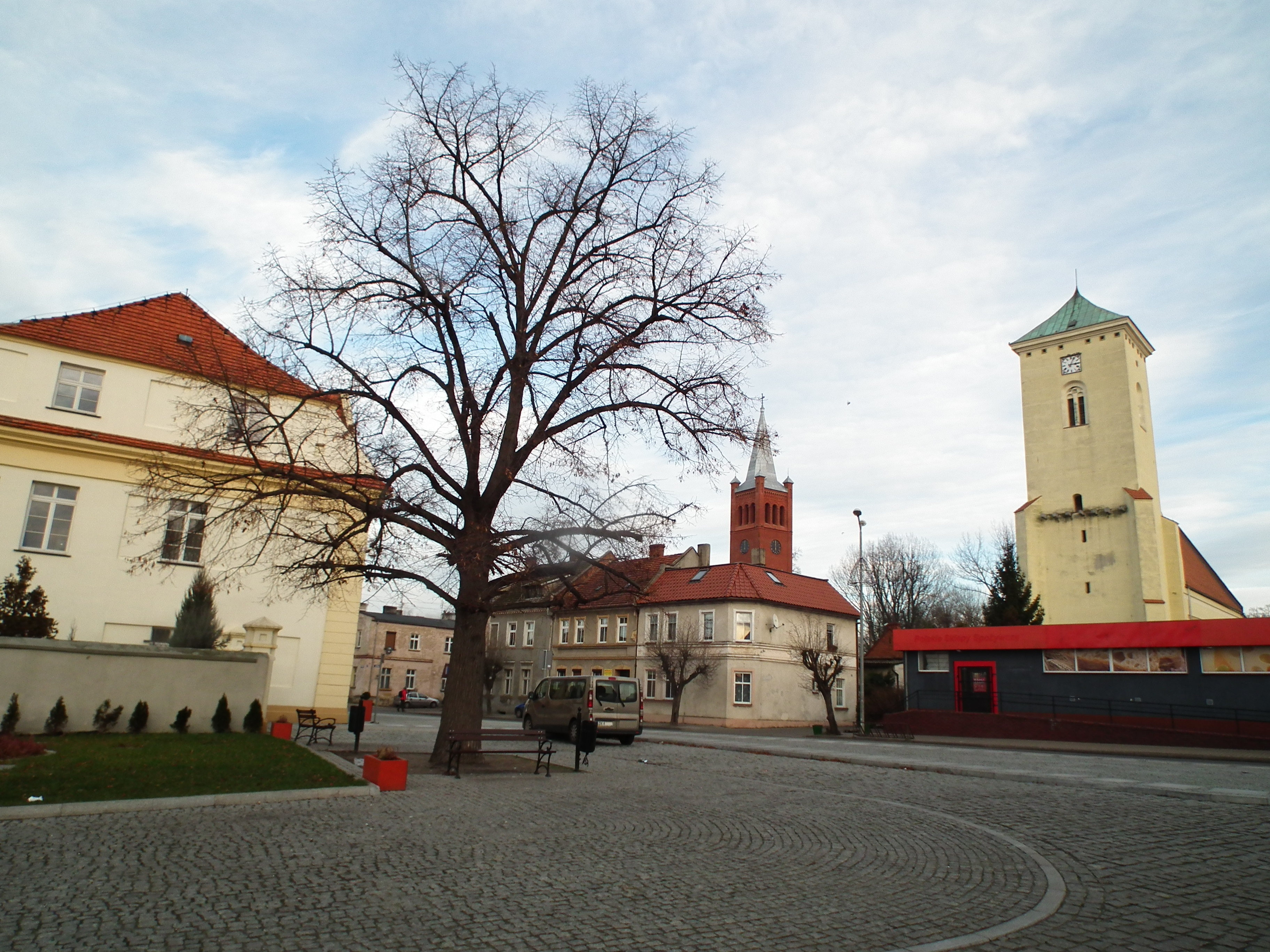
Marktplatz

Czernina Górna (deutsch Ober Tschirnau, 1937–1945 Ober Lesten) ist ein Dorf in der Stadt- und Landgemeinde Góra im Powiat Górowski Woiwodschaft Niederschlesien in Polen. Es liegt etwa neun Kilometer nordöstlich von der Stadt Góra. Das Dorf hat etwa 178 Einwohner.

## Geschichte
Ober Tschirnau wurde 1584 von Balthasar II. von Stosch gegründet, nachdem der Ort bereits 1583 die Stadtrechte erhalten hatte. Diese verlor es 1945. Östlich des zentralen Platzes liegen die gotische Stadtpfarrkirche; der Turm der früheren evangelischen neugotischen Kirche und die Schlossruine samt Gutshof.

## Sehenswürdigkeiten
- Schloss Ober-Tschirnau
- Katholische Pfarrkirche St. Laurentius (Kościół par. Św. Wawrzyńa) um 1496 erbaut, 1585–1600 erweitert, war während der Reformation von 1568 bis 1654 protestantisch. Der Hauptaltar, mit fünfteilige Altargemälde der Krönung Mariä stammt wahrscheinlich aus der Werkstatt des Jakob Beinhart.[1] In der Kirche gibt es weiter eine Renaissance-Kanzel und ein manieristisches Taufbecken. Dazu kommen etliche Grabplatten von Familienangehörigen  von Stosch.